# Ficus insipida
A quaxinduba (Ficus insipida), também conhecida como quaxinguba, gameleira, apuí, apuizeiro e figueira-brava, é uma árvore da família das moráceas com propriedades medicinais. Possui ampla sinonímia tanto na nomenclatura popular como científica, entre essas temos Ficus nymphaefolium (Mil.) e Ficus anthelmintica, a Gameleira do Pará, a Gameleira lombrigueira, como o nome indica drástica e vermífuga. (Menezes, 1949)   
Habita matas úmidas e matas de galeria, ou seja, distintas formações florestais, segundo o Reflora (2019): "floresta de terra firme" e "floresta ombrófila" ou "floresta pluvial".  Planta lactescente de 10-20 m de altura dotada de copa ampla. Suas folhas são alternas, espiraladas, elípticas a ovaladas, coriáceas.  

## Etimologia
"Quaxinduba" e "quaxinguba" provêm do tupi kwaxin'guba. "Gameleira" provém de "gamela". Apuí vócabulo de origem tupi  segundo algumas traduções significa braço forte. Há referências também ao termo Apu na língua quechua significando senhor, espírito, divindade tutelar. 
Entre seus nomes populares podem ainda ser citados: Ojé Rosado (Peru); Higuerota (Venezuela); Huacra (Peru); Renaco (Peru); Huito (Peru); Gambo (Ecuador); Chilo (Ecuador); Marañón (Ecuador); Huila (Ecuador); Caucho (Colombia); Matapalo (Colombia); Cauchillo (Colombia); Bibosi Palomo (Bolivia); Bibosi Grande (Bolivia); Higuero (Panama); Matapau (Brasil); Higuerón (Venezuela); Ojé (Peru); Matapalo (Ecuador); Cauchillo (Ecuador); Higuerón (Colombia); Corcho (Bolivia); Ají (Bolivia); Bibosi (Bolivia); Faveiro-Vermelho (Brasil); Caviúna-Rajada (Brazil); Higuerón (Ecuador) 

## Uso religioso e tradicional
A gameleira é cultuada no Candomblé Queto sob a forma do orixá Iroco. Alves et al. identificaram a presença da Ficus doliaria Mart. ou Ficus gomelleira no culto nagô, onde além de representar "Iroko", é indicadora de um local sagrado, adequado para se deixar oferendas para outros orixás, assinalando simultaneamente utilização de madeira para fazer gamelas e uso medicinal.  
Entre os Lucumis, nome como são conhecidos os descendentes dos Iorubás em Cuba, a "Higuera", também conhecida como "potó" ou "opopó" (Ficus carica, Lin.) é uma planta medicinal, da qual se fazem cataplasmas para tumores ou furúnculos e se utiliza como “arma-huesos”, num procedimento mágico-xamanístico que consiste numa massagem com sebo de carneiro na fratura ou luxação e se amarra uma folha da figueira com um pedaço de pano da cor do "Santo" (Orixá) do curandeiro ou do paciente. Observe-se que a espécie referida é a figueira cultivada para produzir frutos, originária da Ásia Menor e da Síria, mas a planta utilizada nos candomblés iorubás, como referido é a F. doliaria ou F. gomelleira.   O  Ficus insipida  é usado por  wajacas  (xamã s) da tribo Craós no Brasil como estimulante da memória.

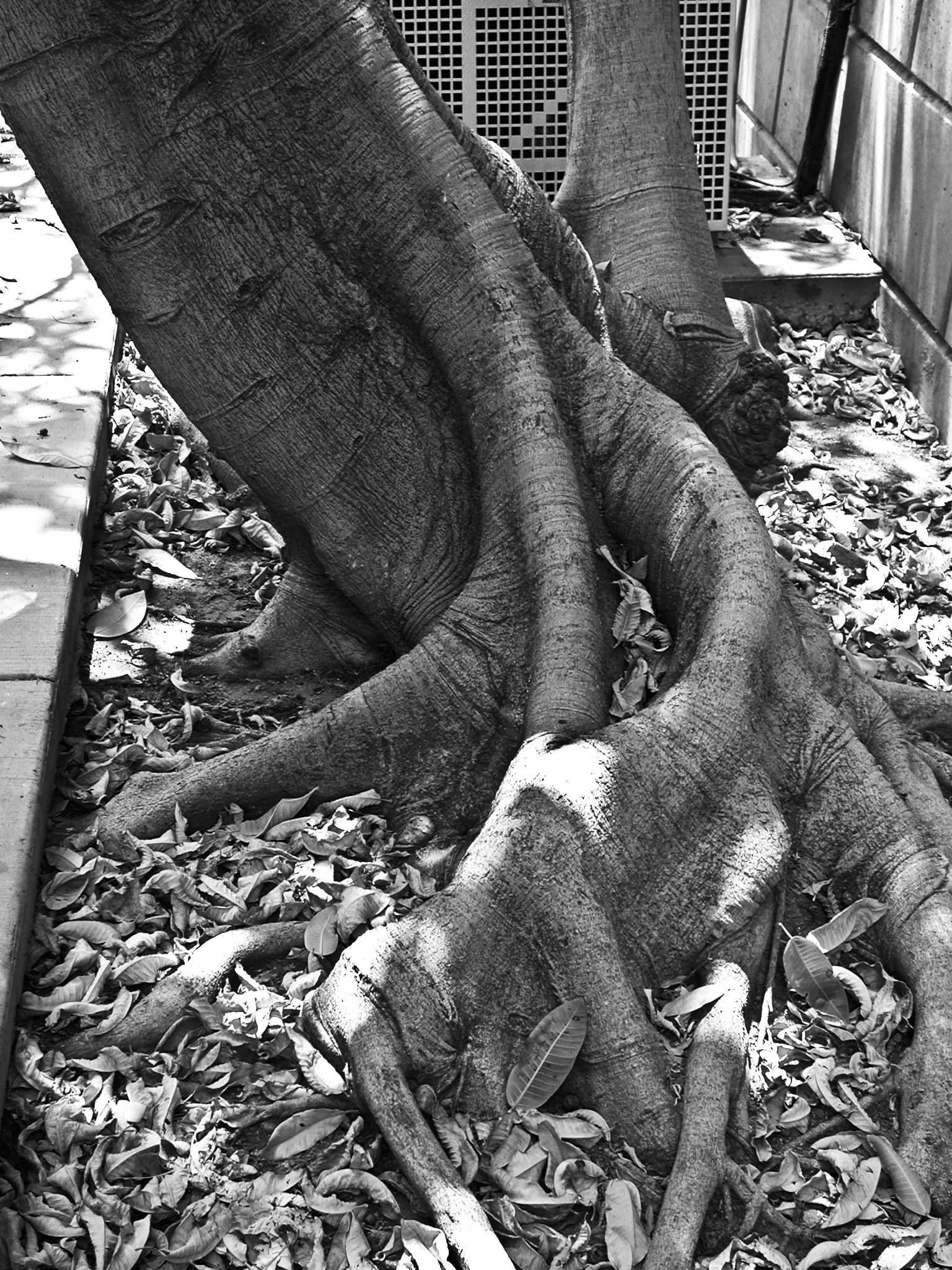
Raízes do apuí, gameleira ou quaxinduba

## Uso medicinal
Como referido um dos usos medicinais de origem tradicional é a utilização de preparados sua seiva ou látex como vermífugo, entre outras indicações podem ainda ser citadas as affecções rumáticas e a febre terçã. Duke e Vasquez, identificam nessa planta e seus preparados a presença de: lavandulol, lupeol, β-amirina, eloxantina (eloxanthine), phyllanthol, e a enzima proteolítica ficin  Na medicina tradicional do Perú é comercializado como "Oje" ou "Doctor Oje"  Além de vemífugo (helmintíase) é empregado contra leishmaniose ou "uta" (o látex fresco aplicado nas partes afetadas); é considerado um depurativo (purificador do sangue); utilizado para anemia dor de dente e dores reumáticas (aplicação do látex na área afetada), e contra mordidas de animais (serpente, raia, peixes e formigas).  
Ainda sobre sua utilização como vermífugo, há recomendações de alerta quanto ao uso do látex não fermentado, como causador de lesões internas "queima" o interior da pessoa. O látex é tóxico e overdoses são perigosas.   No Brasil, do látex da F. doliaria, já foi fabricado uma preparação farmacêutica, comercializada na segunda metade dos séc. XIX no Rio de Janeiro, com o nome de "Pó de Doliarina e Ferro" indicada para "opilação" (obstrução de um ducto natural ou ancilostomíase, ou outra verminose) 
Estudos químicos vêm sendo realizados com espécies de Ficus e revelam a presença de furanocumarinas, lactonas, triterpenos, esteróis, flavonóides livres e glicosilados Alguns extratos de Ficus revelaram atividade bactericida (F. sycomorus L., F. benjamina L., F. benghalensis L., F. religiosa L. e F. racemosa), anti-inflamatória (F. racemosa) e gastrointestinal (F. sur), anti-helmíntica (F. platyphylla, F. glabrata).  
Já foram identificadas as propriedades anti-inflamatória e analgésica da mistura binária α- e β-amirina presentes, como referido, nesta espécie de Ficus (a β-amirina), e em outras árvores sem parentesco botânico como a Protium heptaphyllum e Himaatanthus sucuuba.   Outros efeitos sobre o sistema nervoso além de analgesia, a exemplo das propriedades estimulantes da memória (referida também pelos índios craós) e afrodisíacas de seus frutos, que inclusive podem ser consumidos por humanos, e precisam ser melhor estudados.   